# Sacrifice
Sacrifice (МФА: [sæk.ɹɪ.faɪs]; англ. Жертвоприношення) — відеогра жанру стратегії в реальному часі, випущена 2000 року компанією Interplay Entertainment для платформи Windows 98. Розробники з Shiny Entertainment включили в своє творіння елементи одразу декількох ігрових жанрів. Гравці управляли магами, які б'ються один з одним за допомогою заклинань та істот, які призиваються. Гра була портована на Mac OS 9.2 а 2001 році.
На відміну від інших стратегій в реальному часі, в Sacrifice збиранню та управлінню ресурсами приділено мало уваги. У грі немає працівників; для виклику істот чаклуни самі збирають душі, а енергія для заклинань (мана) постійно відновлюється. Гравці можуть вибирати заклинання та істот п'яти різних богів. Для перемоги над супротивником маг гравця повинен пожертвувати дружнім створенням біля вівтаря свого ворога, після осквернення якого той буде вигнаний. Разом з одиночною кампанією, гра має і мультиплеєр, де четверо гравців можуть битися один з одним через інтернет.
Sacrifice була створена невеликою командою розробників; більшу частину роботи виконували четверо ключових співробітників. Графічний рушій гри використовував технологію тесселяції: тисячі полігонів використовувалися для відображення об'єктів, вимагаючи меншою деталізації та кількості полігонів від ігрового комп'ютера. За допомогою регулювання необхідного рівня деталізації гра могла запускатися на різних пристроях з максимальною якістю графіки. У роботі над грою взяли участь професійні актори, наприклад Тім Каррі, а автором саундтрека виступив Кевін Мантей. Жертвоприношення отримало високі оцінки від ігрової преси за зовнішній вигляд та оформлення ігрових істот, а також за гумористичний сюжет. До недоліків відносили високу швидкість та складність боїв, що вимагають від гравців постійної уваги. Незважаючи на одержання декількох нагород, гра не змогла стати комерційно успішною.

## Ігровий процес

Під час боїв важливою метою гравця стає захоплення душ ворожих (червоний колір) істот та збереження дружніх (блакитний)

Sacrifice, яка вийшла в 2000 році для платформи Windows 98 (а через рік для Mac OS 9.2), являє собою стратегію в реальному часі з елементами action. Гравці керують чарівниками та здатні спостерігати за грою з виглядом від третьої особи. Гравець починає битву біля власного вівтаря і за допомогою клавіатури та комп'ютерної миші керує чаклуном, створюючи армії та використовуючи заклинання для знищення своїх ворогів. Для перемоги над ворожим магом потрібно за допомогою спеціального заклинання осквернити його вівтар, принісши в жертву дружнє створіння.
Заклинання можуть відкинути супротивників, завдати шкоди чарівникові або його істотам. Більш складні заклинання завдають більшої шкоди на більшій відстані, приймаючи вид торнадо та вулканів. Заклинання витрачають енергію, що має форму мани. Відновлюється вона достатньо повільно, але цей процес можна прискорити поблизу свого вівтаря. На ігровій карті є кілька джерел мани і зведення на них маналітів підсилює відновлення магічної енергії. Таким чином, мана є нескінченним ресурсом. Іншим типом ресурсів є душі, які використовуються разом з маною для виклику створінь. Гравець починає з декількома душами і може збільшити їх запас присвоєнням нічийних душ, а також захопленням душ вбитих ворожих істот.
Істоти можна розділити на три класи: піхота, стрільці та літуни. Базуючись на принципі камінь-ножиці-папір, кожний вид військ має переваги та недоліки. Піхотинці завдають серйозного збитку стрільцям, але терплять сильної шкоди від літунів, які не захищені від стрільців. Кілька створінь володіють спеціальними здібностями, наприклад створення захисних магічних щитів, невидимість, або уповільнення супротивників. Двоє юнітів — манахор та сак-доктор мають особливе призначення. Перші збільшують регенерацію мани, перенаправляючи її від маналітів до чарівника. Сак-доктори, що викликаються спеціальним заклинанням, захоплюють душі повержених істот супротивника та проводять ритуал в дружньому вівтарі, після якого нові душі переходять до гравця. Крім цього, ці істоти беруть участь в оскверненні вівтарів.
У кожного з п'яти богів є власні унікальні заклинання та здібності. Персефона, богиня життя та природи, дарувала своїм послідовникам здатності до регенерації. Богу смерті Карнелю служать мерці, і його магія спрямована на висмоктування життя у ворогів. Решта три бога: Джеймс (в російській версії Яків), Стратос і Піро велять природними стихіями (землею, повітрям та вогнем).
На відміну від попередніх стратегій в реальному часі, ігровий процес Sacrifice не зав'язаний на управлінні збором ресурсів та будівництві баз. Упор зроблений на мікроменеджмент юнітів, яких можна об'єднувати в загони, а перемога в чому гарантується їх правильним використанням. Війська можуть використовувати різні тактичні формації.

### Одиночна кампанія
|                                                                                      |  |  |
| Боги світу Sacrifice: миролюбний Джеймс (зліва) та самозакоханий Стратос (праворуч). |  |  |

Одиночна кампанія починається із зустрічі головного героя Елдреда та сліпого провидця Мітраса в спустошеному війною світі. За допомогою діалогів та внутрішньоігрового відео герой розповідає Мітрасу про події, що спричинили такий сумний підсумок. Елдред був деспотичним імператором, який правив світом Джером. Але правління тривало недовго, оскільки його піддані повстали, а ворожі війська не забули організувати вторгнення. За допомогою магії герой викликав демона Мардука, щоб той розправився з його опонентами. Але той виявився некерованим та розорив Джером, а Елдреду довелося бігти в новий світ. Той у минулому пережив катаклізм та через це розділився на п'ять островів. Кожним з них править власний бог, що бажає захопити весь світ. Протиріччя між ними підсилює пророцтво Мітраса, згідно з яким один з небожителів — зрадник. Бажаючи почати нове життя, Елдред пропонує свої послуги божествам.
Кампанія триває десять місій, в кожній з яких Елдред може вибрати одного з п'яти богів, що дарують в обмін свої заклинання та істот. Таким чином, протягом гри можна створити власну унікальну армію, яку можна використовувати в більш пізніх місіях або в мультиплеєрі. З розвитком гри героєві доведеться остаточно вибрати одного бога. У місіях є і другорядні завдання, виконавши які Елдред отримує бонуси до своїх показниками (опір магічному та фізичній втратам, збільшення кількості здоров'я та мани, і т. д.).
До середини кампанії Елдред знову зустрічає Мардука. Демон оголошує про те, що і цей світ спіткає доля Джери. Протагоніст попереджає про це богів, які вважають, що один з них підтримує демона. Через це світ починають стрясати війни між ними. До кінця кампанії Елдред допомагає своєму богові розібратися з супротивниками, попутно з'ясувавши, що зрадником є Стратос. Але в цей момент Мітрас зізнається в тому, що він — втілення Мардука. Мардук насміхається над наївністю Елдреда та починає останній бій, під час якого герой знищує демона.

### Мультиплеєр
Sacrifice надає гравцеві можливість битися по мережі одразу з чотирма супротивниками (людьми або комп'ютерами). Доступно чотири види ігор: Панування, М'ясорубка, Збір Душ і Сутичка. У першому виді гри потрібно захопити встановлене число монолітів. У другому режимі вимагається якнайшвидше знищити задану кількість істот, а в третьому — скоріше захопити вказане число душ. Ігровий процес останнього режиму схожий з одиночною кампанією; переможець повинен осквернити ворожі вівтарі.
Спочатку багатокористувацька гра була доступна через локальну мережу або за допомогою інтернету за допомогою комплексного обслуговування матчів. Подальші патчі додали онлайн рейтинги та можливість комп'ютерного з'єднання через TCP/IP. Комплексне обслуговування матчів для Macintosh, здійснюване GameRanger, може бути додано за допомогою установки патча. Мультиплеєрна гра неможлива для гравців з різними комп'ютерними платформами.

## Створення гри
| |  |  |
| Бред Геррет (зліва) та Тім Каррі (праворуч) озвучили двох ігрових богів: Джеймса та Стратос, і за свої труди заслужили похвалу декількох рецензентів |  |  |

Розробка Жертвоприношення стартувала в серпні 1997 року. Головний програміст Марті Браунлоу був натхненний грою Chaos: The Battle of Wizards, що вийшла в 1985 році для комп'ютерів марки ZX Spectrum. У старій грі гравці керували чарівниками, які викликали істот та чаклували для знищення своїх конкурентів. Індустрія не одразу впізнала про розробку нової гри через небажання Shiny повторити невдалий маркетинговий досвід попередньої гри Messiah. Вийшовши в березні 2000 року, ця гра просувалася вельми екстравагантними способами і через скептичні відносини ігрових видань команда відчувала серйозний стрес. Таким чином, за кілька місяців розробки інформація про нову гру не вийшла за межі компанії. Згідно з Браунлоу, його команда змогла сконцентруватися на роботі над грою, не відволікаючись на журналістів та «фанатів, що піддавали сумніву кожне прийняте рішення».
Велика частина роботи була виконана невеликою командою розробників. Ігровий дизайнер Ерік Фланнум, який раніше працював в Blizzard Entertainment, згадав трьох ключових людей: двох програмістів та одного аніматора. Під час створення гри, до роботи над нею підключилися четверо дизайнерів рівнів, а Джон Джвін запросив Джобі Отеро до арт-команди. Після закінчення роботи над основними аспектами Жертвоприношення для створення сценарію однокористувацької кампанії був запрошений колишній дизайнер та продюсер гри StarCraft Джеймс Фінні. Його перший варіант був використаний для запису закадрового озвучування, за допомогою якого розробники змогли оцінити ігрову атмосферу. Після цього студія найняла професійних акторів та акторів озвучування для запису голосів ігрових персонажів. Завдяки фільтрації звуку голосам богів додали надприродну грань. Для роботи над саундтреком Shiny найняла композитора Кевіна Мантея, який до цього працював над музичним оформленням фільму Крик 3 (в роботі над яким використовувався оркестр з 25 музичних інструментів) та телесеріалу Баффі — переможниця вампірів. Засновник Shiny Entertainment Девід Перрі був настільки зайнятий роботою над Sacrifice, що відмовився від пропозиції створити гру за мотивами фільму Матриця.

### Графіка
Графічний рушій Sacrifice був створений на базі рушія, використаного в грі Messiah. В тій грі персонажі створювалися на базі тесселяції, яка використовувала тисячі полігонів для створення їхніх моделей та зменшує їх кількість, коли була потрібна менша деталізація. Стандартний об'єкт в Жертвоприношені займав від 200 до 2 500 полігонів. Розробники розширили використання цієї технології в новій грі. Замість прикраси світу горами, травою та квітами за допомогою накладання двомірних зображень, були використані малі об'єкти ландшафту. Об'єкти у грі складаються з рівнобедрених прямокутних трикутників. Масив цих трикутників зберігається в бінарному трикутному дереві структури даних, простота поділу та керування алгоритмами даних дозволяє графічному процесору збільшити деталізацію. Ефекти від заклинань у Sacrifice засновані на параметричних поверхнях, які можна розбити на трикутники для сприяння тесселяції.

Рецензенти вважають дизайн істот в Sacrifice унікальним.

На початку 2000 року були випущені перші відеокарти, здатні обробляти T&L. За допомогою відповідного програмного забезпечення вони змогли забезпечити деталізацію графіки та плавну анімацію. Дізнавшись про це, співробітники Shiny кілька тижнів переписували програмне забезпечення нової гри. Вони змогли поліпшити графіку, збільшивши кількість полігонів у моделях, а також встановили програму для сканування сцен, щоб визначити відображення об'єктів. Sacrifice стала першою грою, яка використала нові графічні карти (GeForce 2 та Radeon). Завдяки цьому вдалося досягти плавної анімації.
Для моделей персонажів Отеро та його команда відмовилися від образів, створених книгами в жанрі фентезі (наприклад, Володар перснів). Ідеалом розробників стало твердження, що «форма слідує за призначенням», згідно з яким здібності та призначення створіння можна визначити за зовнішнім виглядом. На їхню думку, створіння, яке підриває ворогів, повинно виглядати як «мультяшна бомба з ногами». Гвін деталізував наробітки Отеро, і також працював над створенням моделі Елдреда. Гумористичне ставлення розробників до своєї роботи не вислизнуло від ігрових журналістів; багато відзначили схожість бога землі Джеймса з Черв'яком Джимом, героєм попередніх ігор Shiny.

### Випуск
До червня робота над основними аспектами гри була завершена, і Shiny приступила до наступного етапу, організувавши бета-тестування мультиплеєра Sacrifice. Метою цього заходу був збір інформації про помилки в програмному забезпеченні, проблемах з продуктивністю та можливих поліпшень. Видавець гри Interplay Entertainment створив спеціальний відділ по контролю якості, який вивчав одиночний режим. Перрі рекламував гру, відвідуючи ігрових журналістів (наприклад FiringSquad) та надаючи їм бета-версію гри. 17 листопада 2000 року Interplay випустило Sacrifice для операційної системи Windows. Shiny додала до гри редактор рівнів Scapex, завдяки якому гравці могли створювати власні рівні. Пристосування відображало внесені гравцями зміни по мірі їх додавання та надавало повний контроль над моделями та сценаріями подій, не дозволяючи при цьому створювати нових заклинань та істот. Створені гравцями карти можна було використовувати в багатокористувацькому режимі.
Раніше в тому ж місяці, MacPlay анонсувала портування Sacrifice для комп'ютерів марки Apple. На це було витрачено кілька місяців, і 14 грудня 2001 року стала доступна версія гри для Macintosh, але в цій версії не було Scapex, а багатокористувацький режим був доданий більш пізнім патчем.

## Відгуки та популярність
| Агрегатор  | Оцінка            |
| ---------- | ----------------- |
| Metacritic | 89/100 (31 огляд) |

| Видання  | Оцінка |
| -------- | ------ |
| AllGame  | 7.0/10 |
| GameSpot | 8.6/10 |
| GameSpy  | [ 51 ] |
| IGN      | 9.4/10 |

Sacrifice була розроблена та випущена під час росту ринку відеоігор: в 1995 році жителі США витратили на них 3,2 мільярда доларів, ну а через п'ять років — вже 6. «Солідна» стратегія в реальному часі могла розійтися в кількості понад 100 000 копій, а ігри, чий підсумковий тираж склав менше 75 000 копій, вважалися провальними в комерційному плані. Багато розробників стратегій в реальному часі приділяли більшу увагу графіці, ніж геймплею. Shiny Entertainment отримала визнання своїх колег за свої нестандартні ігри, що відрізнялися гумором та унікальним художнім оформленням. Коли стало відомо про те, що компанія займеться створенням своєї першої стратегії Sacrifice, кілька аналітиків індустрії зацікавилися якістю майбутньої гри.

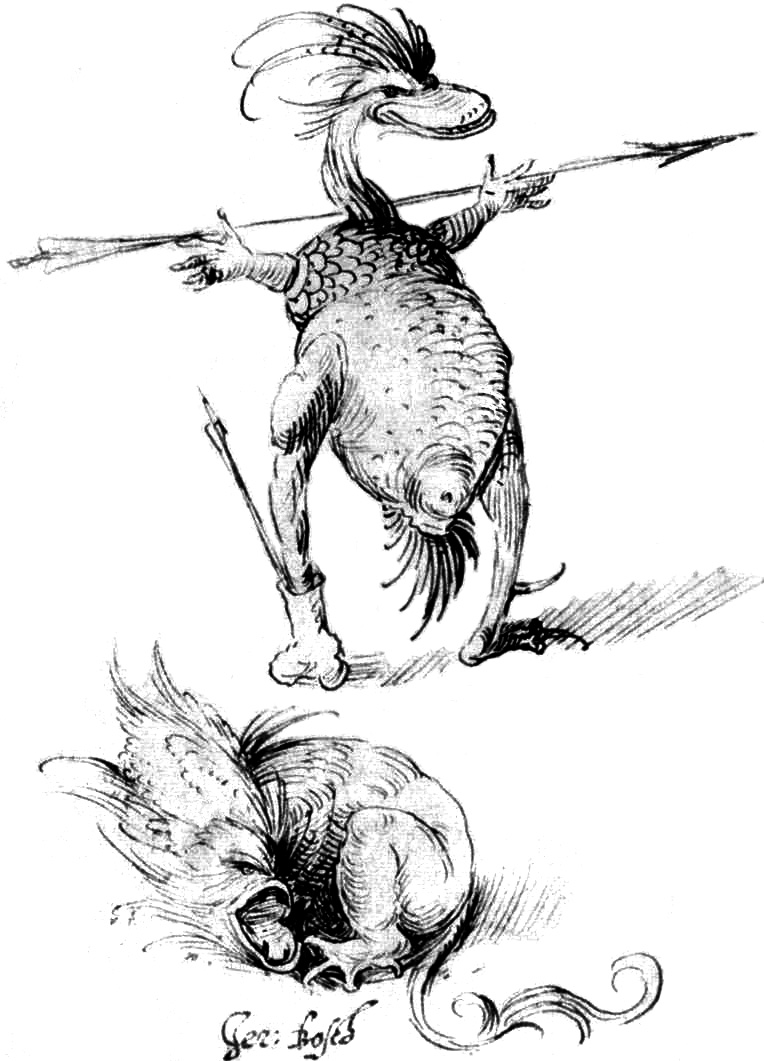
Ігрові істоти нагадали журналісту Кіерону Гіллену роботи Ієроніма Босха

Рецензії на гру були сприятливі. Дизайн істот в Sacrifice справив сприятливе враження на індустрію. Нетрадиційність ігрових створінь дозволила ігровому журналісту Майклу Ейлерсу зробити такий висновок: «Це як якщо б Сальвадор Далі та Ганс Рудольф Ґіґер зібралися разом та кілька тижнів гралися з 3ds MAX, маючи поряд з собою холодильник, забитий Bass Brewery». На думку Кіерона Гіллена Жертвоприношення  нагадує гру Command & Conquer, дизайнером якої став художник епохи Ренесансу Ієронімус Босх. Крім графічної частини, рецензент GameSpy Лії Хаумерсен зазначив правдоподібність руху істот, зауваживши, що «літаючі дракони спрямовують свої тіла в повітрі так само, як і Драко з фільму Серце дракона». Журналіст Том Чик підбив підсумок, описавши свого мага, який очолював «військо хлюпаючих, повзаючих, підстрибуючих, кружляючих істот» як сутність того, «чому присвячена вся гра».
Оформлення заклинань також викликало позитивну реакцію журналістів. Співробітник Next Generation Самуель Басс назвав їх «вражаючими», в той час як для оглядача Джона Бая «позитивно захоплюючим» стало споглядання «падіння на полі бою палаючих вогненних ракет, торнадо, що піднімало [його] воїнів в небеса, або землі, що опухала під ногами [його мага]». Хоча подібні ефекти застосовувалися і в інших іграх, на думку Гіллена зовсім інше відчуття бачити це з видом від першої особи. Оглядачі FiringSquad і PC Gamer були однаково вражені візуальними ефектами. Незважаючи на те, що екран заповнювали «крилаті, повністю анімовані демони», гра без збоїв працювала на комп'ютерах журналістів, чим здивувала співробітників журналу Edge.
Окрім графіки, звукове оформлення гри також отримало позитивні відгуки. Співробітники GameSpot насолоджувалися історією, яку розвивалася за допомогою ігрових діалогів. На їхню думку, актори озвучування не перегравали, незважаючи на екстравагантну появу їх персонажів, а також змогли передати глибину внутрішнього світу. Хаумерсен зазначив, що рух губ персонажів не збігався з вимовними словами, а також обмеженість їх жестів. Майкл Хаус з Allgame назвав акторську роботу «різнорідною».
Деякі рецензенти відзначили незручність ігрового інтерфейсу при відображенні битв. Під час боротьби, гравець повинен віддавати команди підконтрольним істотам та стежити за здоров'ям мага і рівнем його мани, щоб творити заклинання. Оглядачі висловили думку, що в разі програшу декількох ранніх боїв гравець не зможе виграти ігровий матч, оскільки його армія не встигне оправитися від втрат. У мультиплеєрі Сем Паркер з GameSpot спостерігав патові ситуації, які закінчувалися лише при отриманні доступу до потужних заклять. Журналіст PC Zone Кейт Пуллін була розчарована тим, що розробники не змогли сподобить гравців на тактичні рішення; вона сама змогла здобути перемогу лише викликом нових істот. На думку Бесс гідності гри переважують її недоліки. Оглядач IGN Ден Адамс порахував, що AI комп'ютерних супротивників в мультіплеєрі поступається одиночній частині гри.
Дані про кількість проданих копій Sacrifice не розголошувалися, але деякі представники ігрової індустрії повідомляли про її погані продажі. Старший віце-президент Infogrames Джеймс Белл заявив про те, що це була відмінна гра, але її низькі продажі пояснюються поганим маркетингом та невдалою датою випуску. На думку Гіллена своєю невдачею Sacrifice зобов'язана розробникам, які зробили її нішевим, а не масовим продуктом.

### Вплив
За версією IGN Sacrifice стала найкращою стратегічною грою 2000 року. У той же рік організатори European Computer Trade Show назвали її Найкращою комп'ютерною грою шоу. З моменту свого виходу гра впродовж 8 років потрапляла в список Тор-100 ігор, що складається журналом PC Gamer. Вдивляючись в історію стратегій в реальному часі, співробітник Gamespot Кевін Джерік вказав на те, що «глибина та оригінальність» цієї гри не має аналогів в жанрі, про що часто забували через її графіку. Редакція ігрового сайту UGO висловила схожу думку, помістивши гру в 2009 році на 18 місце в списку найкращих стратегій усіх часів.
Незважаючи на те, що Sacrifice була визнана якісною грою, співробітники GamesRadar звернули увагу на те, що вона стала «практично невидимою для ігрової громадськості». На думку Гіллена, лише небагато пам'ятають про те, що Жертвоприношення була піонером в системі керування комп'ютерною мишею, але революційними порахували ідеї з більш пізньої гри Black & White. Він також поскаржився на те, що випустивши Sacrifice, Shiny перестала створювати креативні ігри і надалі пішла в бік мейнстріму, наприклад випустивши Enter the Matrix. Незважаючи на численні заклики випустити сиквел, в 2002 році розробник заявив про те, що не збирається розробляти продовження. В 2009 році GamesRadar повторив це прохання, назвавши Sacrifice «однією з найбільш недооцінених ігор всіх часів та народів».